# Вернон (округ, Вісконсин)
Шаблон:StateAbbr_ 43°35′ пн. ш. 90°50′ зх. д. / 43.59° пн. ш. 90.83° зх. д.
 Вернон (англ. Vernon County) — округ (графство) у штаті  Вісконсин. Ідентифікатор округу 55123.

## Історія
Округ утворений 1851 року.

## Демографія
За даними перепису 
2000 року 
загальне населення округу становило 28056 осіб, зокрема міського населення було 3972, а сільського — 24084.
Серед них чоловіків — 13867, а жінок — 14189. В окрузі було 10825 домогосподарств, 7502 родин, які мешкали в 12416 будинках.
Середній розмір родини становив 3,11.
Віковий розподіл населення поданий у таблиці:
| Стать    | До 15 років | 15-21 | 22-29 | 30-39 | 40-49 | 50-65 | 65-85 | Понад 85 |
| -------- | ----------- | ----- | ----- | ----- | ----- | ----- | ----- | -------- |
| Чоловіки | 3187        | 1382  | 991   | 1753  | 2212  | 2353  | 1775  | 214      |
| Жінки    | 3061        | 1272  | 945   | 1813  | 2124  | 2194  | 2281  | 499      |

## Суміжні округи
- Монро — північ
- Джуно — північний схід
- Сок — схід
- Ричленд — південний схід
- Кроуфорд — південь
- Алламакі, Айова — південний захід
- Г'юстон, Міннесота — захід
- Ла-Кросс — північний захід

## Виноски
1. ↑  U.S. Decennial Census. United States Census Bureau. Архів оригіналу за 26 квітня 2015. Процитовано 9 серпня 2015.
2. ↑  Historical Census Browser. University of Virginia Library. Архів оригіналу за 11 серпня 2012. Процитовано 9 серпня 2015.
3. ↑  Forstall, Richard L., ред. (27 березня 1995). Population of Counties by Decennial Census: 1900 to 1990. United States Census Bureau. Процитовано 9 серпня 2015.
4. ↑  Census 2000 PHC-T-4. Ranking Tables for Counties: 1990 and 2000 (PDF). United States Census Bureau. 2 квітня 2001. Процитовано 9 серпня 2015.
5. ↑  State & County QuickFacts. United States Census Bureau. Архів оригіналу за 6 червня 2011. Процитовано 24 січня 2014.(англ.) Наведено за англійською вікіпедією.
6. ↑  American FactFinder. Бюро перепису населення США. Архів оригіналу за 26 лютого 2012. Процитовано 31 січня 2008.

| США | Це незавершена стаття з географії США. Ви можете допомогти проєкту, виправивши або дописавши її. |